# Orašac, Kroatien
Orašac är en ort i Kroatien.   Den ligger i staden Grad Dubrovnik och länet Dubrovnik-Neretvas län, i den sydöstra delen av landet, 400 km söder om huvudstaden Zagreb. Orašac ligger 101 meter över havet och antalet invånare är 300.
Terrängen runt Orašac är kuperad åt nordost, men åt sydväst är den platt. Havet är nära Orašac åt sydväst.  Närmaste större samhälle är Dubrovnik, 9,1 km sydost om Orašac. 